# Operațiunea San Gennaro

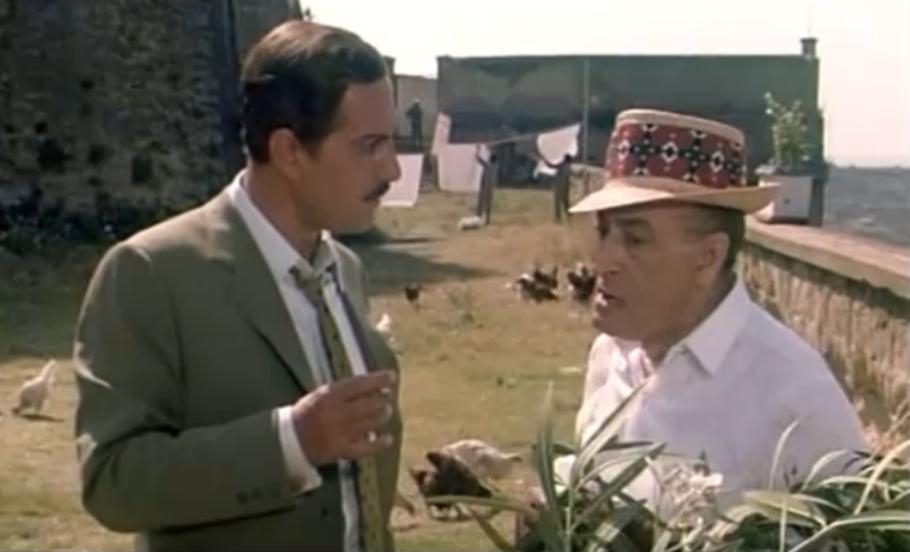
Nino Manfredi și Totò într-o scenă din film

Operațiunea San Gennaro (titlul original: în italiană Operazione San Gennaro) este un film de comedie italian, realizat în 1966 de regizorul Dino Risi, un subiect de Ennio De Concini și Dino Risi, protagoniști fiind actorii Nino Manfredi, Senta Berger, Harry Guardino și Mario Adorf. 

## Rezumat
Deghizată în călugăriță, americana Maggie reușește să introducă în țară unelte speciale la controlul aeroportului din Napoli. Complicele ei Jack o așteaptă la sosire și împreună îl vizitează pe influentul naș Don Vincenzo în celula sa confortabilă a închisorii, unde gardienii îi stau la dispoziție. Pentru lovitura pe care vor să o dea, Don Vincenzo îi pune în legătură cu „Dudù”, un mic șef care în cartier este foarte popular.
Americanii nu i-au dezvăluit încă lui Dudù că obiectele care urmează să fie furate sunt bijuteriile depozitate în catacombele din San Gennaro, estimate la 300 de milioane. În timpul paradei religioase, ei decorează figurina lui Iisus, care este venerat ca San Gennaro  (Sfântul Mucenic Ianuarie) de către credincioși.
Dudù formează o echipă, împotriva căreia membrul indisciplinat Jack nutrește suspiciuni serioase. La prima încercare de a duce la îndeplinire planul, Dudù face o oprire pentru a participa pentru scurt timp la o nuntă. Când restul găștii se alătură petrecerii la care este prezent Don Vincenzo, ei rămân să petreacă toată noaptea. În seara următoare, Maggie iese cu Dudù și încearcă fără succes să-l seducă.
Jack îi dezvăluie lui Dudù care este țelul spargerii. Dudù are mustrări de conștiință pentru că a fost crescut ca orfan de Biserica San Gennaro. Îi cere permisiunea de a acționa lui Don Vincenzo, care aprobă lovitura, cu condiția ca San Gennaro să dea un semn de aprobare. În biserică, Dudù se roagă cerând statuii lui Iisus aprobarea și deoarece razele soarelui încep să strălucească în cameră, Dudù o interpretează drept aprobare.
Gașca plănuiește a doua încercare seara, când tot orașul stă în fața televizorului și se uita la festivalul șlagărelor napolitane. Folosind un tăietor cu laser pentru uși din oțel și explozibil, ei înaintează învingând câteva dificultăți, spre altar. Înainte de a începe retragerea cu prada, Maggie manipulează cablurile de pornire ale mașinii lui Dudù, astfel încât ea și Jack să poată pleca singuri.
În curând îl lichidează și pe Jack, pentru a nu fi nevoită să împartă prada. A doua zi, Dudù află că Maggie așteaptă un zbor care va decola în 15 minute. Prin oameni de legătură din aeroport, rezolvă  întârzierea plecării avionului și reușește să ia bijuteriile cu el. Dar mama lui Dudù a vorbit cu episcopul, astfel biserica ia prada iar el este celebrat în oraș ca eroul care a salvat lucrurile sfinte.

## Distribuție
- Nino Manfredi – Armanduccio Girasole, zis Dudù
- Senta Berger – Maggie
- Harry Guardino – Jack
- Claudine Auger – Concettina
- Mario Adorf – Sciascillo
- Ugo Fangareggi – Agonia
- Dante Maggio – căpitanul
- Totò – Don Vincenzo, fenomenul
- Giovanni Drudi – arhiepiscopul Aloisio
- Giacomo Rizzo – deținutul
- Pinuccio Ardia – Baronul
- Vittoria Crispo – mama Assunta
- Enzo Cannavale – Gaetano, temnicerul
- Gino Maringola – temnicerul
- Nella Gambini – domnișoara de onoare la nuntă
- Rino Genovese – comisarul de poliție
- Carlo Pisacane – spectatorul casei cu zidul demolat
- Solvi Stübing – sora
- Ralph Wolter – Frank
- Vincenzo Falanga – Settebellezze
- Elena Fiore – văduva la dric
- Mario Laurentino – comisarul
- Nuccia Fumo – doamna din port
- Pino Ammendola – lustragiul

## Melodii din film
Filmul are inserate în coloana sonoră următoarele melodii:
- Ma Pecché interpretată de Iva Zanicchi, publicată pe discul Ri-Fi de Edizione A.B.C.
- Nuvole (Porcaro-Cimmino-Spizzica) interpretată de Mario Abbate
- Sole é Vierno interpretată de Sergio Bruni (mulțumită permisiunii Voce del Padrone, Columbia, Marconiphone S.p.A.), publicată de Campi Editore
- Ce vó tiempo  interpretată de Peppino Di Capri
- Maie pé Mme! interpretată de Maria Paris
- À Pizza interpretată de Giorgio Gaber, publicată pe discul Ri-Fi de Edizione Cicogna
- Take a Look interpretată de I Rokers, publicată pe discul A.R.C. de R.C.A.
- The Wind Will Carry Them By interpretată de I Rokers, publicată pe discul A.R.C. de R.C.A.
- Notte di Ferragosto interpretată de Gianni Morandi, publicată de R.C.A. Italiana
- Ó Paese dó Sole interpretată de Dino Giaca (ca Dino Giacca), publicată pe discul V.I.K. de Edizione Santa Lucia

## Aprecieri
„Divertisment inteligent și dinamic, plin de ironie, cavalerism și bonomie, iluminat de prezența lui Manfredi și Toto.”— Tudor Caranfil, Dicționar universal de lungmetraje cinematografice